# Diritti LGBT in Croazia
I diritti delle persone LGBT (lesbiche, gay, bisessuali e transgender) in Croazia possono differire rispetto a quelli per le persone eterosessuali e, anche se al giorno d'oggi in Croazia si è ancora discriminati per via dell'orientamento sessuale, le leggi che trattano i diritti dei cittadini e delle cittadine appartenenti alla comunità LGBT sono in fase di sviluppo.
L'omosessualità nel paese è legale dal 1977 e dal 2014 le coppie formate da individui dello stesso sesso possono contrarre l'unione civile.

## Storia del diritto penale croato

### Prima del XX secolo
Non esiste alcuna testimonianza di come l'omosessualità sia stata considerata nel Regno di Croazia esistente tra il 925 e il 1102; tale mancanza d'informazioni storiche permane anche dopo l'annessione della Croazia al Regno d'Ungheria.
Il codice penale stabilito il 27 maggio 1852 nel Regno di Croazia (sotto gli Asburgo) non criminalizzava l'omosessualità. Successivamente, una bozza del nuovo codice penale del 1879 per il Regno di Croazia e Slavonia considerava l'omosessualità maschile punibile con un massimo di cinque anni di carcere; tuttavia, il progetto non venne formalmente adottato.

### Seconda guerra mondiale (nello Stato Indipendente di Croazia 1941-1945)
Durante la seconda guerra mondiale, mentre gli omosessuali erano tra le vittime dell'olocausto, non esisteva alcuna legislazione specifica adottata dal regime fascista che governava lo Stato Indipendente di Croazia.

### La Repubblica Popolare di Croazia (1945-1991)
Durante il periodo in cui la Croazia divenne parte della Repubblica socialista federale di Jugoslavia, l'omosessualità maschile divenne illegale e punibile con un massimo di due anni di carcere ai sensi del codice penale adottato nel marzo 1951; tuttavia, la repressione per le persone omosessuali in Jugoslavia iniziò subito dopo la fine della guerra. Agli omosessuali, definiti dai comunisti come "nemici del sistema", fu proibito entrare nel Partito comunista di Jugoslavia.
Questa situazione cambiò quando la Croazia e le altre repubbliche che componevano la Jugoslavia ebbero acquisito una maggiore autonomia sul diritto penale con la riforma costituzionale Jugoslava del 1974, la quale portò all'abolizione del codice penale federale, consentendo così a tutte le repubbliche di crearne uno proprio. La Repubblica socialista di Croazia adottò un proprio codice penale nel 1977 decriminalizzando l'omosessualità. La camera medica croata rimosse l'omosessualità dalla sua lista di disturbi mentali nel 1973 (quattro anni prima dell'introduzione del nuovo codice penale e diciassette anni prima che la stessa scelta fosse presa dall'Organizzazione Mondiale della Sanità).

## Tutele per le coppie omosessuali

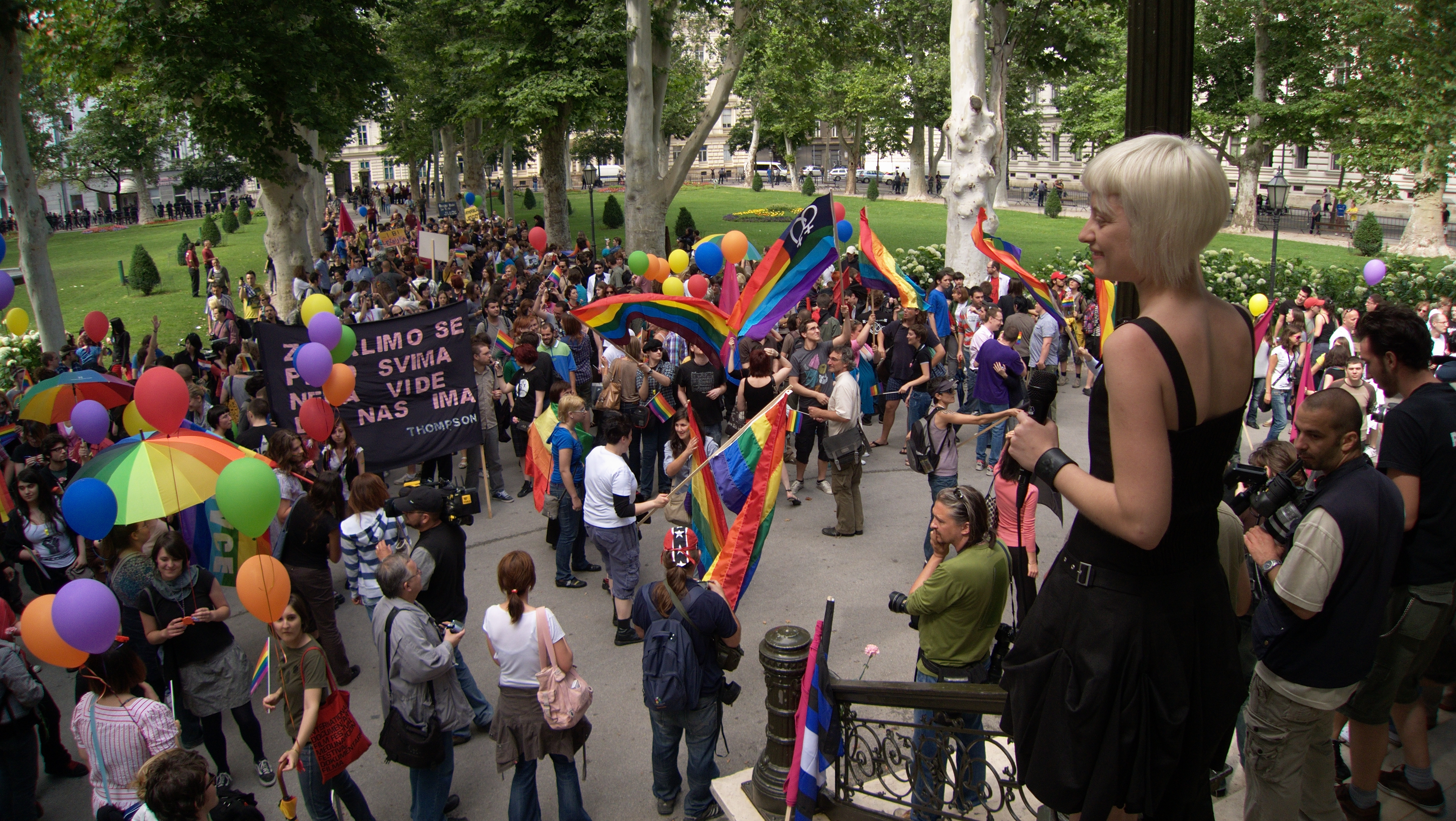
Zagabria Pride del 2010

Nel 2003 la coalizione di allora (costituita da partiti principalmente di centro-sinistra) approvò una legge per prevedere la coabitazione per coppie omosessuali. La legge in questione ha concesso alle coppie dello stesso sesso che hanno convissuto per almeno 3 anni diritti di eredità e di sostegno finanziario, tuttavia, il diritto d'adottare non è stato incluso, né altri diritti inclusi nel diritto familiare, ma è stata creata una legislazione separata per affrontare questo punto. Inoltre, non è stato permesso di registrare formalmente tali rapporti né richiedere diritti aggiuntivi in: materia di imposta, proprietà congiunte, assicurazioni sanitarie, pensioni ecc..
L'11 maggio 2012, l'allora Primo ministro croato Zoran Milanović annunciò un'ulteriore espansione dei diritti per le coppie dello stesso sesso attraverso una nuova legge con l'obbiettivo di espandere la legislazione sulla convivenza. Il partito Sabor ha successivamente varato il "Life Partnership Act" (unioni civili) il 15 luglio 2014. Questa legge ha equiparato le coppie dello stesso sesso con le coppie sposate eterosessuali in tutto eccetto per i diritti d'adozione.

### Matrimonio egualitario

#### Il referendum costutizionale del 2013
In Croazia, il 1º dicembre 2013, si celebrò un referendum costituzionale diretto ad introdurre in Costituzione una previsione che stabilisse che il matrimonio è contratto tra un uomo e una donna. Il referendum, proposto dal gruppo cattolico "U ime obitelji", fu sostenuto dai partiti conservatori del paese. Con un'affluenza del 37,9%, il referendum vide la vittoria dei sì, pari al 66,3% dei voti validi; data la mancanza di un quorum, il referendum fu valido e, di conseguenza, il matrimonio egualitario divenne incostituzionale.

## Adozione
L'adozione completa per le persone LGBT in Croazia non è legale, tuttavia, un partner può diventare un tutore legale per il figlio del compagno/a. È consentito adottare un'unica persona indipendentemente dall'orientamento sessuale.

## Leggi contro la discriminazione

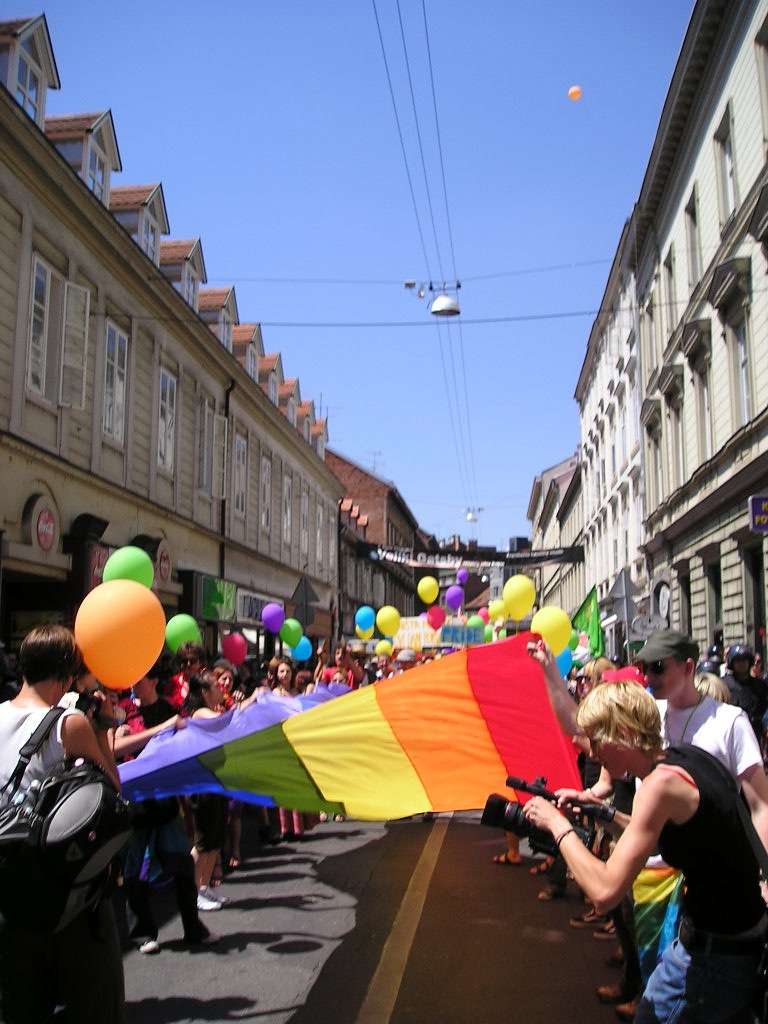
Zagabria Pride 2007

Diverse direttive antidiscriminazione sono state varate in diversi campi dal 2003:
- Codice Penale (comprende la legislazione contro l'odio e "discriminazione razziale e di altro tipo");
- Legge sulla parità di genere;
- Legge sulla procedura penale;
- Legge sulla scienza e gli studi superiori;
- Legge sui media;
- Legge sui media elettronici (antidiscriminazione basata sull'orientamento sessuale, identità di genere e espressione di genere);
- Codice del lavoro;
- Diritto sportivo;
- Diritto d'asilo;
- La legge sul volontariato (antidiscriminazione basata sull'orientamento sessuale, identità di genere e espressione di genere).

La legge antidiscriminazione del 2008 include l'orientamento sessuale, l'identità di genere e l'espressione di genere nell'elenco delle categorie protette contro le discriminazioni nell'ambito dell'accesso ai servizi pubblici e privati o ai locali pubblici.

### Sui crimini d'odio
Dal 2006 il paese ha adottato una legislazione contro il crimine d'odio ricoprendo il campo dell'orientamento sessuale. La legge fu applicata per la prima volta nel 2007, quando un uomo che attaccò il pride di Zagabria usando una bomba Molotov venne accusato e condannato a 14 mesi di carcere.
Il 1º gennaio 2013 è stato introdotto un nuovo codice penale includendo i crimini d'odio basati sull'identità di genere.

### Servizio militare
Alle persone LGBT non è vietato partecipare al servizio militare. Il Ministero della difesa non ha norme interne riguardanti le persone LGBT, ma segue le leggi dello Stato, il quale vieta esplicitamente la discriminazione sulla base dell'orientamento sessuale. Alcuni report mediatici hanno suggerito che la maggioranza degli uomini gay che servono nelle forze armate in generale decidono di mantenere il proprio orientamento sessuale privato.

## Permesso di donare il sangue
Secondo i regolamenti dell'Istituto croato per le trasfusioni (Hrvatski zavod za transfuzijsku medicinu), le persone che hanno praticato atti sessuali con persone dello stesso sesso sono esentate dalla possibilità di donare il sangue.

## Opinione pubblica
Un sondaggio del 2010 ha scoperto che il 38% dei croati si diceva d'accordo con l'affermazione "gli uomini gay e le donne lesbiche devono essere liberi di vivere la propria vita a piacere".
Nel maggio 2016 ILGA pubblica un sondaggio sugli atteggiamenti nei confronti delle persone LGBT in 53 stati membri dell'ONU. Quando viene chiesto se "l'omosessualità dovrebbe essere un crimine" il 68% degli intervistati in Croazia si dichiara fortemente in disaccordo, 4% un po' 'in disaccordo, 19% neutrale, 4% d'accordo ed il 5% fortemente d'accordo. Inoltre, alla domanda "vi preoccupereste di avere un vicino LGBT" il 75% delle persone ha dichiarato di non avere preoccupazioni, il 15% lo troverebbe un po' scomodo ed il 10% molto scomodo.

## Tabella riassuntiva
| Attività e relazioni sessuali legali                                                                          | (dal 1977)                                                    |
| Omosessualità declassata come malattia                                                                        | (dal 1973)                                                    |
| Parità dell'età di consenso                                                                                   | (dal 1998)                                                    |
| Leggi anti-discriminazione sul lavoro                                                                         | (dal 2003)                                                    |
| Leggi anti-discriminazione nella fornitura di beni e servizi                                                  | (dal 2003)                                                    |
| Leggi anti-discriminazione in tutti gli altri settori (inclusa discriminazione diretta ed espressioni d'odio) | (dal 2006)                                                    |
| Coabitazione                                                                                                  | (dal 2003)                                                    |
| Unione civile                                                                                                 | (dal 2014)                                                    |
| Matrimonio egualitario                                                                                        | (incostituzionale dal 2013)                                   |
| Adozione del figlio del partner per coppie omosessuali                                                        | (dal 2014)                                                    |
| Adozione congiunta da parte delle coppie omosessuali                                                          | (dal 2021)                                                    |
| Adozione da parte di una persona LGBT single                                                                  | Si                                                            |
| Autorizzazione a prestare servizio nelle forze armate per gay e lesbiche                                      | Si                                                            |
| Diritto di cambiare legalmente sesso                                                                          | Si                                                            |
| Autoidentificazione di genere                                                                                 | No                                                            |
| Terapie di conversione vietate                                                                                | No                                                            |
| Maternità surrogata per le coppie omosessuali maschili                                                        | (illegale per tutti a prescindere dall'orientamento sessuale) |
| Accesso alla fecondazione in vitro per le coppie lesbiche                                                     | Si                                                            |
| Permessa la donazione di sangue da parte di uomini omosessuali                                                | No                                                            |